# Tachygyna
Tachygyna es un género de arañas araneomorfas de la familia Linyphiidae. Se encuentra en la zona neártica.

## Lista de especies
Según The World Spider Catalog 12.0:
- Tachygyna alia Millidge, 1984
- Tachygyna cognata Millidge, 1984
- Tachygyna coosi Millidge, 1984
- Tachygyna delecta Chamberlin & Ivie, 1939
- Tachygyna exilis Millidge, 1984
- Tachygyna gargopa (Crosby & Bishop, 1929)
- Tachygyna haydeni Chamberlin & Ivie, 1939
- Tachygyna pallida Chamberlin & Ivie, 1939
- Tachygyna proba Millidge, 1984
- Tachygyna sonoma Millidge, 1984
- Tachygyna speciosa Millidge, 1984
- Tachygyna tuoba (Chamberlin & Ivie, 1933)
- Tachygyna ursina (Bishop & Crosby, 1938)
- Tachygyna vancouverana Chamberlin & Ivie, 1939
- Tachygyna watona Chamberlin, 1949